# Modigliana
Modigliana ist eine italienische Gemeinde mit 4297 Einwohnern (Stand 31. Dezember 2023) in der Provinz Forlì-Cesena.
Die benachbarten Gemeinden sind Brisighella, Castrocaro Terme e Terra del Sole, Dovadola, Marradi, Rocca San Casciano und Tredozio.

## Geschichte
Im Februar 1164 wurde in Modigiliana Konrad von Staufen geboren, der dritte Sohn des Kaisers Friedrich Barbarossa und der Beatrix von Burgund. Konrad wurde 1167, im Alter von drei Jahren, als Friedrich V. zum Herzog von Schwaben ernannt.

## Töchter und Söhne der Gemeinde
- Silvestro Lega (1826–1895), Maler
- Tommaso Lepori (1785–1862), (Herkunftsort Sala Capriasca), Sohn des Stefano, Ingenieur[2][3]
- Orlando Piani (1893–1975), Bahnradsportler